# Hangest-sur-Somme
Hangest-sur-Somme (picardisch: Hangé-su-Sonme) ist eine nordfranzösische Gemeinde mit 762 Einwohnern (Stand 1. Januar 2022) im Département Somme in der Region Hauts-de-France. Die Gemeinde liegt im Arrondissement Amiens, ist Teil der Communauté de communes Nièvre et Somme und gehört zum Kanton Ailly-sur-Somme.

## Geographie
Hangest liegt linken Ufer der kanalisierten Somme an der Mündung des Flüsschens Saint-Landon gegenüber von Bourdon rund sieben Kilometer westnordwestlich von Picquigny an der Bahnstrecke von Amiens nach Abbeville, die hier einen Bahnhof hat. Mit Bourdon ist Hangest über eine Brücke verbunden.

## Geschichte
Am 5. Juni 1940 fand in Hangest ein Massaker an etwa 50 schwarzen Soldaten der Tirailleurs Sénégalais statt, die sich nach heftigem Widerstand ergeben hatten. Für die Erschießung der wehrlosen Kriegsgefangenen waren vermutlich Angehörige der 7. Panzer-Division (Wehrmacht) verantwortlich.
| 1962 | 1968 | 1975 | 1982 | 1990 | 1999 | 2006 | 2018 |
| ---- | ---- | ---- | ---- | ---- | ---- | ---- | ---- |
| 635  | 661  | 656  | 657  | 648  | 695  | 682  | 773  |

## Sehenswürdigkeiten

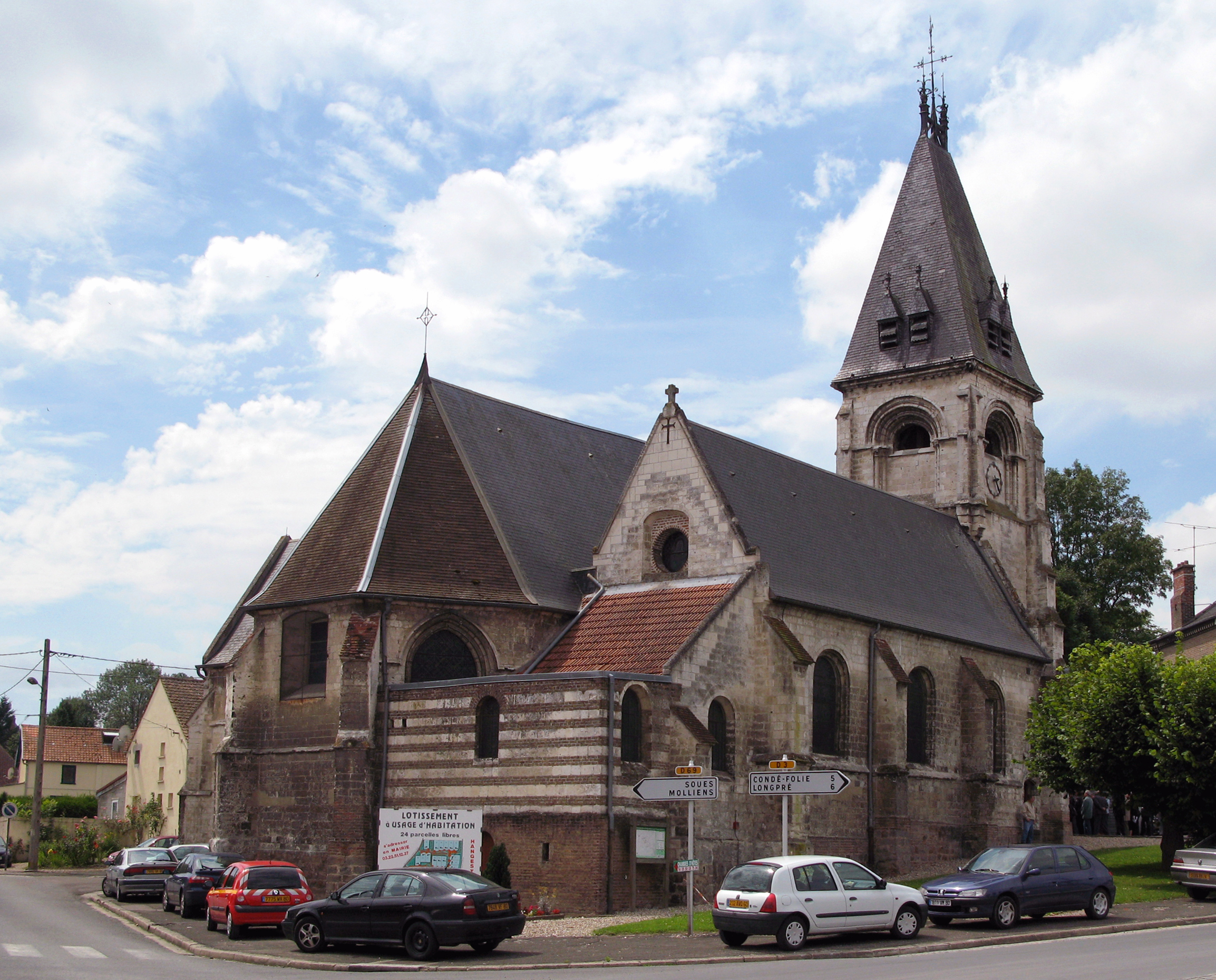
Die Kirche Sainte-Marguerite

- Kirche Sainte-Marguerite